# دائرة بوقادير
دائرة بوقادير إحدى دوائر ولاية الشلف وعاصمتها بوقادير. وهي تضم كل من بلديات بوقادير – واد سلي – صبحة.